# Ceratina strenua
Ceratina strenua är en nordamerikansk biart som beskrevs 1879 av Frederick Smith. Arten ingår i släktet märgbin och familjen långtungebin. Inga underarter finns listade i Catalogue of Life.

## Beskrivning
Ceratina strenua är ett litet bi. Honan är 5 till 6,5 mm lång och hanen 4,5 till 5 mm. Grundfärgen är mer eller mindre metalliskt blågrön. Antennerna är hos honan brunaktiga i spetsen medan hanens är svartbruna på hela ovansidan med ljusare undersida. Benen är övervägande svartbruna till nästan rent svarta, med brunaktiga fötter och vingarna är halvgenomskinliga med orange till bruna ribbor. Båda könen har elfenbensvita markeringar, främst i ansiktet och mer framträdande hos hanen. Honan har en elfenbensfärgad längsstrimma mitt på clypeus (munskölden) medan hanens nästan är helt elfenbensfärgad. Hos hanen har även överläppen (labrum)Beskr[ en central, elfenbensfärgad markering. Hos båda könen har de främre skenbenen en elfenbensfärgad strimma.

## Utbredning
Utbredningsområdet omfattar östra och sydöstra USA från New York till Georgia och Louisiana, med västliga utlöpare i Indiana, Tennessee och Nebraska.

## Ekologi
Habitatet utgörs av ängar och skogsbryn.
Arten är polylektisk, den flyger till blommande växter från många olika familjer, som sumakväxter, flockblommiga växter, korgblommiga växter, korsblommiga växter, kransblommiga växter, ärtväxter, dunörtsväxter, grobladsväxter, ranunkelväxter, brakvedsväxter, rosväxter, näveväxter, videväxter, oleanderväxter och flenörtsväxter. Flygtiden varar från mars till oktober.

### Fortplantning
Som alla märgbin bygger arten sina larvbon som gångar i märgen på olika växter. Honan gnager ut utrymmet med sina käkar och övervintrar, tillsammans med de nya andra, oparade hanarna och honorna, i det utgrävda utrymmet till hösten. På våren fortsätter hon utgrävandet och inrättar ett antal larvceller efter varandra. Var och en av dessa är fylld med pollen och nektar som näring åt larven, och med ett ägg ovanpå näringsklumpen. Den yttersta cellen är avsedd för honan själv, så hon kan övervaka boet.